# Carcharhinus obsoletus
El tiburón perdido (Carcharhinus obsoletus), conocido anteriormente como falso tiburón de cola pequeña, es una especie posiblemente extinta de tiburón réquiem (familia Carcharhinidae). Se conoce únicamente en el Océano Pacífico Centroccidental, en la región meridional del Mar de China del Sur.

## Historia
Sólo se conocen tres ejemplares de esta especie, encontrados en Borneo, Vietnam y Tailandia, todos ellos con más de 80 años. Los especímenes fueron originalmente asignados tentativamente como pertenecientes al tiburón de cola pequeña (C. porosus), pero una serie de sutiles diferencias morfométricas revelaron que pertenecían a una nueva especie de Carcharinus, denominada Carcharinus sp. A. Se diferencia de otras especies de Carcharinus por la posición relativa de la segunda aleta dorsal y anal, así como por su bajo recuento de vértebras.

## Estado de conservación
Como no se ha identificado ningún individuo durante más de 80 años, C. obsoletus puede estar extinto. Al igual que otros miembros del subgrupo C. porosus, C. obsoletus probablemente tenía una fecundidad limitada y vivía en aguas poco profundas a las que los pescadores podían acceder fácilmente, lo que lo pone en grave riesgo de extinción por sobrepesca. Sin embargo, el redescubrimiento del tiburón de Borneo (C. borneensis) en 2004 después de un largo período sin avistamientos, ha mantenido las esperanzas sobre su posible supervivencia. Pero en 2020, la Lista Roja de la UICN declaró que el tiburón perdido estaba en peligro crítico o posiblemente extinto. 